# دره زروق

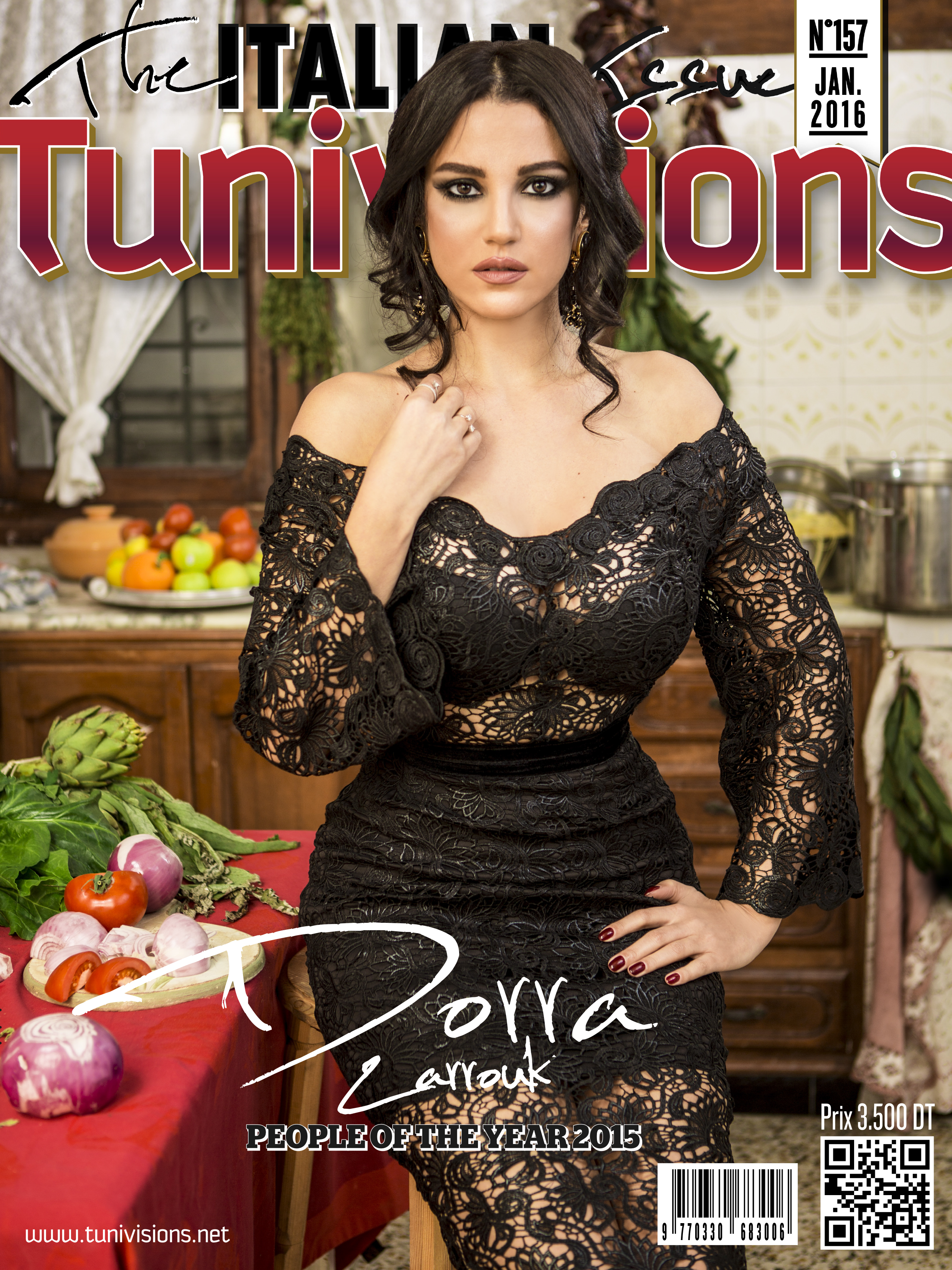
دره زراق

دره ابراهیم زروق (۱۹۸۰ م) هنرپیشه تونسی مقیم مصر است که باسم دره یا دره تونسی نیز شناخته می‌شود.

## زندگی و کار
او دارای مدرک تحصیلات عالی در علوم سیاسی از تونس است. پس از عضویت در گروه تئاتر وارد عرصه هنر شد و برای اولین بار در نمایش مجنون به کارگردانی توفیق الجبلی شرکت کرد. چندین نقش در سینمای تونس بازی کرد سپس در فیلم‌های بین‌المللی شرکت کرد. در سال ۲۰۰۷ در نماهنگ کاظم الساهر بنام ترانه نای شرکت کرد. از سال ۲۰۰۷ در سینمای مصر کار کرد. سریالهای العار (۲۰۱۰)، الریان (۲۰۱۱) و آدم (۲۰۱۱) منجر به حضوری چشمگیر او در عرصه هنر جهان عرب شدند.

## بازیها

### فیلم تونسی
۲۰۰۲: خرمه
۲۰۰۴: نادیا و سارا
۲۰۰۴: محاسبات و مجازات‌ها
۱۳۸۳: فارس بنی مروان
۲۰۰۴: خانه مردم
۲۰۰۵: عشق مشروع
۲۰۰۶: آخرین فیلم
۲۰۰۸: نوشته شده‌است
۲۰۰۹: خیابان ۷ حبیب بورقیبه
۲۰۱۱: باب الفلّه
۲۰۱۵: شب شک
۲۰۱۶: رئیس‌جمهور
۲۰۱۷: شنهای نجواگر
۲۰۱۹: استاد
۲۰۲۱: جزیره بخشش

### فیلم‌های مصری
۲۰۰۷: اولین عاشق
۲۰۰۷: عشق به این شکل
۲۰۰۷: بهم ریخته‌است…؟
۲۰۰۸: باغ ماهی
۲۰۰۸: شب عروسک بچه
۲۰۰۸: کلاشینکف
۲۰۱۰: مسافر
۲۰۱۱: تیک تاک بوم
۲۰۱۱: سامی شرکت
۲۰۱۲: بابا
۲۰۱۲: یک عکاس مرده
۲۰۱۲: مهمانی نیمه شب
۲۰۱۴: عفونی
۲۰۱۴: حدید
۲۰۱۵: به وقت قاهره
۲۰۱۶: هر روز یک دروغ
2016: The Door Misses Hope
۲۰۱۷: شب بخیر
۲۰۱۷: الدر جکسون
۱۳۹۶: عنطرة بن بن شداد
۱۳۹۶: مولانا
۲۰۲۰: یک روز و یک شب
۲۰۲۱: کشیش
۲۰۲۲: دیوارها

### فیلم‌های بین‌المللی
۲۰۰۳: داستان یک گلادیاتور
۲۰۰۵: سفر لوئیزا

### سریال مصری
۲۰۰۸: شریف و متن
۲۰۰۸: بروشور کاغذی
۲۰۰۹: فوچ
۲۰۰۹: وعده و نوشته نشده
۲۰۰۹: بسیار خاص
۲۰۱۰: لحظات بحرانی (قسمت دوم)
۲۰۱۰: در موم قرمز
۲۰۱۰: سعید ماهران ناپدید شد
۲۰۱۰: خروج با خورشید
۲۰۱۰: شرم
۲۰۱۱: الریان
۲۰۱۱: آدم
۲۰۱۲: لحظات بحرانی (بخش سوم)
۲۰۱۲: همسر چهارم
۲۰۱۲: لباس رز
۲۰۱۳: موج گرما
۲۰۱۳: خلق و خوی خوب
۲۰۱۴: زندان النساء
۲۰۱۴: دوست یک عمر
۲۰۱۵: پس از آغاز
۲۰۱۵: پاکت سیاه
۲۰۱۵: استوا
۲۰۱۶: سهم من و سوگند تو
۲۰۱۶: شب‌های رؤیایی (قسمت ششم)
۲۰۱۶: خروج
۲۰۱۷: سهم من و شما ۲
۲۰۱۷: جامعه ۲
۲۰۱۸: آن را بخورید و روشن کنید
۲۰۱۸: خیابان پشت سر ما
۲۰۱۸: عقاب مصر علیا
۲۰۱۹: هیچ مدرکی وجود ندارد
2020: Waklinha Wala ۲
۲۰۲۰: جز من (داستان آغاز خط)
۲۰۲۱: بین بهشت و زمین
۲۰۲۱: زی القمر ۲ (داستان گران‌قیمت)
۲۰۲۲: متهم

### تجاری عربی
۲۰۱۹: حراملک
۲۰۲۰: حراملک ۲

### نمایشنامه
۲۰۲۲: تا مغازه پرواز نکند

### انیمیشن
۱۳۹۰: داستان‌های حیوانات در قرآن
۲۰۱۲: عصام و چراغ (قسمت دوم)
۱۳۹۲: داستانهای زنان در قرآن

### برنامه‌ها
۲۰۱۰: یک برخورد غیرممکن